# 2022年3月5日-6日美國龍捲風
2022年3月5日晚间開始，包括艾奥瓦州在內的美國中西部爆发了多起龙卷风。 其中几起龍捲風是由來自爱荷华州西南部的超级单体产生的。强龙卷风給温特塞特、诺沃克和纽堡镇造成了相当大的破坏，造成至少6人死亡。暴风雨伴随着大冰雹和阵风穿过中西部各州。第二天，阿肯色州和密蘇里州也出現了龙卷风天气。